# Прапор Кам'янки (Черкаська область)
Прапор Кам'янки — офіційний символ міста Кам'янки затверджений VIII сесією 4 скликання Кам'янської міської ради 16 травня 2003 року.

## Опис
Прапор являє собою прямокутне полотнище блакитного кольору зі співвідношенням сторін 2:3, у центрі якого зображено герб міста.